# エゴサーチTV
『エゴサーチTV』（エゴサーチティービー）は、インターネットテレビ局AbemaTVのAbemaSPECIALチャンネルで2017年4月15日から2018年7月6日まで配信されていたバラエティ番組である。
キングコング・西野亮廣がMCを務め、ゲストの情報をウェブ検索。噂や記事を元に真偽や裏話を語り合うトーク番組。

## 番組概要
「ひとり歩きする誤った情報（キリトリハラスメント）を本人が訂正する」ことをテーマに、ネット上の情報をゲストとエゴサーチし、トークテーマとしていくトーク番組。トークを円滑に進ませるためにエゴサガールが設置されている。
自身の経験としておもしろおかしく説明した結果、曲解されたまま広がっている情報が多いこと。テレビやラジオを切り取ったネット記事普及の影響から尾ひれの付いた誤解が広がっていることなどから、西野はゲストにとっての弁明の場所として使ってほしいと説明する。
AbemaTVにおいて2017年4月15日開始。当初は毎週土曜22:00～23:00に配信。7月7日から金曜日に移動した。
原則2本撮りの収録配信であるが、一部の回では生配信。生配信の場合はゲストの関連サイトとウィキペディアのみを検索対象としている（ニュース記事提供許諾が不必要なため）。
2017年4月から9月までは「WEEKDAYS PM 10:00 ON AIR」枠番組として配信された。
最終回から1か月後の2018年8月10日（金曜）に21時から22時まで「キンコン西野が驚愕したビジネスアイデアSP」と題した総集編が配信。翌週より同枠でビジネスアイディア部分を抽出した新番組『株式会社ニシノコンサル』を開始する。

## 出演者

### MC
- 西野亮廣（キングコング）

### エゴサガール
- ちぴたん（石川千裕）

## 配信日程
欠番回は過去回の再配信を行っている。
| 回数 | 配信日         | ゲスト                                                    | エゴサガール                   | 注釈                      |
| ---- | -------------- | --------------------------------------------------------- | ------------------------------ | ------------------------- |
| #1   | 2017年 4月15日 | NON STYLE                                                 | はあちゅう、小松美咲、駒谷仁美 |                           |
| #2   | 4月22日        | 武井壮                                                    | ゆきぽよ、なみ                 |                           |
| #3   | 4月29日        | 熊切あさ美                                                |                                | エゴサガールなし          |
| #4   | 5月6日         | 鈴木奈々                                                  | ゆきぽよ ちぴたん              |                           |
| #5   | 5月13日        | ひろゆき                                                  | ちぴたん、小澤しぇいん         |                           |
| #6   | 5月20日        | エド・はるみ                                              | なみ、ちぴたん                 |                           |
| #7   | 5月27日        | 東国原英夫                                                | なみ、小松美咲                 |                           |
| #8   | 6月10日        | 高須克弥(高須クリニック院長)                              | ゆきぽよ                       |                           |
| #9   | 6月17日        | はあちゅう                                                | ゆきぽよ                       |                           |
| #10  | 6月24日        | 堀江貴文                                                  | なみ                           |                           |
| #13  | 7月7日         | 水道橋博士                                                | ちぴたん                       |                           |
| #15  | 7月21日        | 諸星和己                                                  | なみ                           |                           |
| #16  | 7月28日        | 古市憲寿                                                  | ちぴたん                       |                           |
| #17  | 8月4日         | 重盛さと美                                                | ちぴたん                       |                           |
| #18  | 8月11日        | 上西小百合(衆議院議員)                                    | 小松美咲                       |                           |
| #19  | 8月18日        | 武尊                                                      | ちぴたん                       |                           |
| #20  | 8月25日        | IMALU                                                     | ちぴたん                       |                           |
| #21  | 9月1日         | 前田裕二(SHOWROOM代表取締役)                              | ちぴたん                       |                           |
| #22  | 9月8日         | はんにゃ                                                  | ちぴたん                       |                           |
| #23  | 9月15日        | 須田亜香里(SKE48)                                         | ちぴたん                       |                           |
| #24  | 9月22日        | ダンディ坂野、スギちゃん、山田ルイ53世                    | ちぴたん                       |                           |
| #25  | 9月29日        | 吉田豪                                                    | ちぴたん                       |                           |
| #26  | 10月6日        | 村本大輔（ウーマンラッシュアワー）                        | ちぴたん                       |                           |
| #28  | 10月27日       | 中島知子                                                  | ちぴたん                       |                           |
| #29  | 11月10日       | misono                                                    | ちぴたん                       |                           |
| #30  | 11月20日       | いしだ壱成                                                | ちぴたん                       |                           |
| #31  | 11月24日       | 石田純一                                                  | ちぴたん                       |                           |
| #32  | 11月31日       | 品川庄司                                                  | ちぴたん                       |                           |
| #33  | 12月7日        | ジャルジャル                                              | ちぴたん                       |                           |
| #34  | 12月15日       | 田原総一朗                                                | ちぴたん                       |                           |
| #35  | 12月22日       | 亀田興毅                                                  | ちぴたん                       |                           |
| #36  | 12月29日       | 宮崎謙介、金子恵美                                        | ちぴたん                       | ゲストは別々に出演。      |
| #37  | 2018年 1月19日 | 宮崎謙介・金子恵美、梶原雄太、市川美織、朝日奈央          | ちぴたん                       | 2時間スペシャル           |
| #38  | 1月26日        | カラテカ                                                  | ちぴたん                       |                           |
| #40  | 2月9日         | 保阪尚希                                                  | ちぴたん                       | 生配信                    |
| #41  | 2月16日        | 東野幸治                                                  | ちぴたん                       |                           |
| #42  | 2月23日        | 丸山桂里奈、高野人母美                                    | ちぴたん                       |                           |
| #43  | 3月2日         | たむらけんじ                                              | ちぴたん                       |                           |
| #44  | 3月9日         | 野性爆弾                                                  | ちぴたん                       | 生配信                    |
| #45  | 3月16日        | 平成ノブシコブシ                                          | ちぴたん                       |                           |
| #46  | 3月30日        | ハリウッドザコシショウ、アキラ100%、おぐ （ロビンフット） | ちぴたん                       |                           |
| #47  | 4月13日        | インリン                                                  | ちぴたん                       |                           |
| #48  | 4月20日        | 流れ星                                                    | ちぴたん                       |                           |
| #49  | 4月27日        | 城咲仁                                                    | ちぴたん                       |                           |
| #50  | 5月4日         | アントニー（マテンロウ）、植野行雄（デニス）              | ちぴたん                       |                           |
| #51  | 5月11日        | 乙武洋匡                                                  | ちぴたん                       |                           |
| #52  | 5月18日        | ダイアン                                                  | ちぴたん                       |                           |
| #53  | 5月25日        | 須藤元気                                                  | ちぴたん                       |                           |
| #54  | 6月8日         | 安田大サーカス                                            | ちぴたん                       |                           |
| #55  | 6月15日        | 秋元才加、矢部太郎（カラテカ）、馬場典子                  | 田中萌                         | ニシノ書房2時間スペシャル |
| #56  | 6月22日        | パンクブーブー                                            | ちぴたん                       |                           |
| #57  | 7月6日         | TKO                                                       | ちぴたん                       | 最終回                    |

## エゴサーチTV特別企画 ニシノ書房
2018年6月15日より配信される特別番組。西野亮廣がスマホ向けアプリサービス「しるし書店」をオープンさせたことをきっかけに、「人生に影響を与えた本」をテーマにゲストと話を進める書評番組。当番組もエゴサーチTV配信回数にカウントされる。番組アシスタントは田中萌（テレビ朝日アナウンサー）。ナレーターは黒田崇矢。

## スタッフ
- プロデューサー：佐熊礼子[13]
- 演出：武石政人
- ディレクター：大平真一、江守あゆ美
- AP：井口恭子
- AD：家迫香澄、大田善紀
- 制作協力：IVSテレビ制作
- 製作著作：AbemaTV